# Yssel-Supérieur
Pour les articles homonymes, voir IJssel (homonymie).
1811–1814
Entités précédentes :
- Royaume de Hollande :
- (Département de Gueldre)

Entités suivantes :
- Royaume des Pays-Bas :
- (Province de Gueldre)

L'Yssel-Supérieur est un ancien département français du Premier Empire dont le chef-lieu était Arnhem.
Le territoire de l'ancien département d'Yssel-Supérieur est situé aux Pays-Bas et correspond à celui de l'actuelle province de Gueldre (Gelderland).
Le département est créé le 1er janvier 1811 à partir du département hollandais de Gueldre (nl) — amputé de sa partie annexée précédemment par la France —, à la suite de l'annexion du royaume de Hollande le 9 juillet 1810. Il lui a été attribué le numéro 121 dans la liste des 130 départements français de 1811

## Subdivisions
L'Yssel-Supérieur était divisé en trois arrondissements :
Arnhemcantons : Apeldoorn, Arnhem, Barneveld, Brummen, Ede, Elburg, Harderwijk, Hattem, Nijkerk, Twello, Vaassen, Velp, Wageningue, Zevenaar.
Tielcantons : Bemmel, Elst, Geldermalsen, Tiel.
Zutphencantons : Aalten, Borculo, Doesburg, Doetinchem, Eibergen, Gendringen, Groenlo, 's-Heerenberg, Lochem, Terborg, Vorden, Warnsveld, Winterswijk, Zutphen.

## Liste des préfets
| Période | Période | Identité                                  | Fonction précédente | Observation             |
| ------- | ------- | ----------------------------------------- | ------------------- | ----------------------- |
| 1811    | 1813    | Regnerus Livius van Andringa de Kempenaer |                     | mort le 3 décembre 1813 |